# Intel Galileo
Intel Galileo（インテル ガリレオ）はArduinoに承認された初のインテルx86アーキテクチャを元にした開発用シングルボードコンピュータで製造業や教育関連を対象として設計された。
Intel Galileoはインテル社の技術と既存のArduinoの("シールド"と呼ばれる)拡張カードに対応し、Arduinoのソフトウェア開発環境とライブラリを流用できる。
開発ボードはオープンソースリナックスと"sketches"と呼ばれる既存のArduino用のソフトウェアが実行できる。Intel GalileoはOS X, Microsoft WindowsやLinux上で開発できる。ボードは同様にArduinoシールドエコシステムに対応する。
Intel GalileoはIntel Quark SoC X1000を備え、低消費電力、小型のIntel Quarkを備えた初の製品である。
Intel QuarkはIoTやウェアラブルコンピュータを対象に開発された。アイルランドで設計され、Quark SoC X1000 は32ビット、シングルコア、シングルスレッドPentium命令セットアーキテクチャ(ISA)-互換 CPU、最大400 MHzで作動する。
さらにArduinoシールドエコシステムに対応してIntel開発ボードはACPI、PCI Express、 10/100 Mbit Ethernet、SD、USB 2.0デバイスやEHCI/OHCI USBホストポート、high-speed UART, RS-232シリアルポート、プログラム可能な8 MB NORフラッシュやデバッグ試験用のJTAGポートを含むいくつかの産業用インターフェースを備える。